# Усмихнатия Буда
„Усмихнатия Буда“ е кодовото име на първия индийски ядрен опит. Опитът е проведен на 18 май 1974 година край град Покхран. Също така това е първият потвърден ядрен опит от нация извън 5-те страни, постоянни членки на Съвета за сигурност на ООН.

## Подготовка
Индийската ядрена програма е започната в средата на 60-те години. Индийските учени отбелязват забележително бърз напредък в изследванията си. Същинският проект за създаване на ядрено оръжие е осъществен за 7 години – между 1967 и 1974, като основният екип се е състоял от около 75 учени. Ограниченият брой на участващите е едно от изискванията за запазване на секретността на програмата. Неин ръководител е бил известният учен Раджа Рамана. Други учени, работили по проекта, са Нагапатинам Самбашива Венкатешан и Раджагопала Чидамбарам. Изследванията са били провеждани в ядрения център „Бхаба“ близо до Тромбай.
На 7 септември 1972 г. Индира Ганди - тогава министър-председател, издава разрешение изготвените планове за оръжие да бъдат осъществени и да бъде започнато конструирането на бомбата.

## Оръжието
Самата бомба е била опростен вариант на американската „Дебелака“ от Втората световна война. Тя е била имплозионно устройство, използващо 6 килограма плутоний, с берилиево-полониев неутронен отражател. Бомбата е била с диаметър 1,25 метра и тегло 1400 килограма.
Името ѝ идва от датата, на която е бил планиран взрива – на 18 май е индийският празник Буда Джаянти, рожденият ден на бог Буда.

## Опитът
„Усмихнатия Буда“ е взривена в подземна шахта на дълбочина 107 метра, в 8 ч. 5 мин. сутринта. Мощността на взрива е била 12 килотона според индийското правителство.
След експлозията доктор Рамана – ръководителят на проекта, се обажда на Индира Ганди от телефонна кабина в близко село (тъй като специалният телефон не работел) и ѝ казва: „Госпожо, Буда най-после се усмихна.“.